# Briefschrijvende jongeman bij geopend venster
Briefschrijvende jongeman bij geopend venster is een van de bekendste werken van Gabriël Metsu. Hij schilderde het kort voor zijn dood in 1667. Sinds 1987 is het eigendom van de National Gallery of Ireland in Dublin.

## Voorstelling
Het schilderij toont een jonge man die voor een geopend raam met een ganzenveer een brief schrijft. Hij is gekleed in een zwart zijden kostuum met daaronder een hemd van wit linnen. Het Perzisch tapijt en het zilveren inktstel op de tafel wijzen op de welstand van de schrijver. De wereldbol die door het geopende raam zichtbaar is, staat symbool voor zijn wereldse belangen. Wellicht is de man een koopman of geleerde. Aan de muur hangt een pastoraal landschap in een schitterende lijst bekroond door een duif. Ook op de rij Delfts blauwe tegels onderaan de muur zijn vogels te zien.
Briefschrijvende jongeman bij geopend venster vormt een koppel met Brieflezende vrouw. De vrouw op dat schilderij heeft de brief van de jongeman ontvangen en leest deze aandachtig. Voor zover bekend zijn beide schilderijen altijd gezamenlijk in eigendom geweest. Gabriël Metsu deed het idee voor de pendanten waarschijnlijk op bij Gerard ter Borch, die eerder een gelijksoortig paar schilderde.

## Herkomst
- 28 maart 1720: het schilderij wordt met zijn pendant verkocht voor 560 gulden door Hendrick Sorgh, Amsterdam.
- 16 maart 1724: samen met zijn pendant verkocht voor 785 gulden door G. Bruyn, Amsterdam.
- In bezit van Johannes Coop.
- 1744-50: het schilderij komt in bezit van Gerrit Braamcamp, Amsterdam.
- 31 juli 1771: samen met zijn pendant verkocht aan Jan Hope voor 5.205 gulden. Het schilderij blijft vervolgens eigendom van de familie Hope.
- 1898: Francis Pelham-Clinton-Hope, achtste Hertog van Newcastle verkoopt zijn hele collectie inclusief dit schilderij aan de kunsthandels Wertheimer en Colnaghi & Co., Londen.
- Verkocht aan Sir Alfred Beit, Londen en Blessington.
- In 1974 en opnieuw in 1986 maken criminelen een aantal schilderijen buit in Russborough House, dat onderdak biedt aan Beits kunstcollectie. Briefschrijvende jongeman bij geopend venster werd beide keren ontvreemd en weer terug gevonden.
- 1987: geschonken aan de National Gallery of Ireland, hoewel het werk op dat moment nog vermist was (tot 1993).

## Afbeeldingen

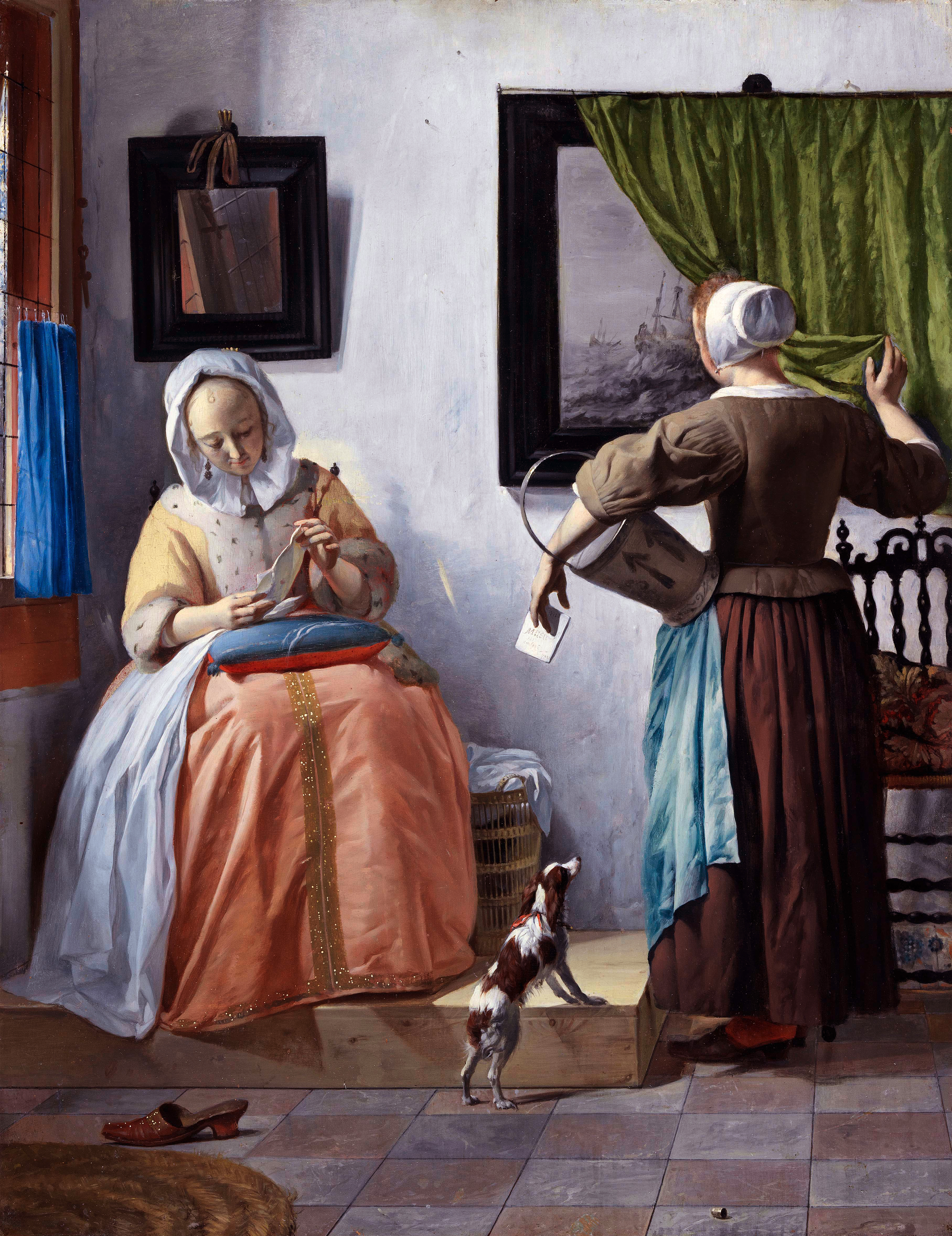
Brieflezende vrouw